# 診療参加型臨床実習
診療参加型臨床実習またはクリニカルクラークシップ（クリクラ、英: Clinical clerkship, CCS, 独: Famulatur）とは、医学部学生が実臨床の診療チームに参加し、医師としての職業的な知識・思考法・技能・態度の基本的な内容を学ぶ参加型の臨床実習である。見学型臨床実習（ポリクリ、独: Poliklinik, 英: ）と対比される。実際の患者を相手にした診療業務を経験することで、医療現場で必要とされる診断および治療等に関する思考・対応力等を養うことを目的とする。
学生を受け入れる医療機関では、様々な診療科を通じた体系的な実施が求められ、各診療科が実習内容を把握し、実習の成果を段階的・体系的に蓄積していく体制が必要とされる。また、学外機関での実習にあっては大学病院で経験しにくい症例に触れることにより地域医療を担う医師の養成を充実することも目的とされている。